# Megachile swarbrecki
Megachile swarbrecki là một loài Hymenoptera trong họ Megachilidae. Loài này được Rayment mô tả khoa học năm 1946.